# میانغاد
شهرستان میانغاد (به زبان مغولی: Мянгад сум، [Mjangad sum]؛ ᠮᠢᠩᠭ᠋ᠠᠳ ᠰᠤᠮᠤ، [miŋɣad sumu]) یک شهرستان (سُوم) در مغولستان است که در استان خوفد واقع شده‌است. میانغاد ۳٬۲۵۸ کیلومتر مربع مساحت دارد.

## تقسیمات اداری
شهرستان میانغاد متشکل از ۵ قصبه (باغ) می‌باشد، شامل:
- بایان‌بلاغ (مغولی: Баянбулаг баг، [Bajanbulag bag]؛ ᠪᠠᠶ᠋ᠠᠨᠪᠤᠯᠠᠭ ᠪᠠᠭ، [bayanbulaɣ baɣ])
- بایان‌خوشو (مغولی: Баян хошуу баг، [Bajan xošuu bag]؛ ᠪᠠᠶ᠋ᠠᠨ ᠬᠣᠰᠢᠭᠤ ᠪᠠᠭ، [bayan qošiɣu baɣ])
- چارارغانت (مغولی: Чацаргант баг، [Čačargant bag]؛ ᠴᠢᠴᠠᠷᠭᠠᠨᠲᠤ ᠪᠠᠭ، [čičarɣantu baɣ])
- چاغان‌بولان (مغولی: Цагаан булан баг، [Cagaan bulan bag]؛ ᠴᠠᠭᠠᠨ ᠪᠤᠯᠤᠩ ᠪᠠᠭ، [čaɣan buluŋ baɣ])
- غاخایت (مغولی: Гахайт баг، [Gaxajt bag]؛ Гахайт ᠪᠠᠭ، [ɣaqayitu baɣ])